# Vincent Wilburn
Vincent „Vince“ Wilburn, Jr. (* 1958 in Chicago) ist ein amerikanischer Schlagzeuger und Produzent der Fusion- und Funkmusik, der eine entscheidende Rolle im Spätwerk von Miles Davis spielt. Der Neffe von Davis ist auch einer seiner Nachlassverwalter.

## Leben und Wirken
Wilburn ist der Sohn von Dorothy Mae Davis, der Schwester von Miles Davis, und ihrem Mann Vincent Wilburn, Sr. Im Kindergarten begann er fünfjährig, auf Töpfen und Pfannen zu trommeln. Auf Anraten von Miles Davis erhielt er mit sechs Jahren von seinen Eltern ein Schlagzeug geschenkt. Als neunjähriger Junge durfte er sich einmal bei einem Konzert seines Onkels im Chicagoer Jazzclub Plugged Nickel ans Schlagzeug von Jack De Johnette setzen. Während seiner Zeit auf der Highschool gründete er eigene Bands, spielte aber auch mit Time, Space & Distance und wurde als Studiomusiker zu Aufnahmen von The Dells herangezogen. Seine musikalische Ausbildung erhielt er am American Conservatory of Music in Chicago. 1979 giggte er mit dem Gitarristen Pete Cosey. 1980 spielte er in der Funk-Band AL7, die zunächst im Keller seiner Mutter übte und deren Rhythmusgruppe von Davis 1980 nach New York eingeladen wurde. Dort probten Wilburn und seine Kollegen mit Davis und spielten die ersten Stücke für das Album The Man with the Horn. AL7 nahm dann mit Ramsey Lewis auf. Wilburn arbeitete zudem mit Oscar Brown. 1983 wurde er Mitglied von Cameo.
Wilburn war bereits als assoziierter Produzent an dem Davis-Album Decoy beteiligt, das im Frühjahr 1984 veröffentlicht wurde. Im Sommer 1984 holte Davis Wilburn als Co-Produzenten für sein Album You’re Under Arrest. Dort teilte er sich zudem den Schlagzeugstuhl mit Al Foster. Nach dem Ende der Aufnahmen holte ihn Davis in seine Tourband, wo er bis 1987 blieb. 1985 lud ihn Miles Davis ein, in Kopenhagen als Schlagzeuger an seinem Album Aura mitzuwirken, das 1990 einen Grammy erhielt. 1989 ging er nach Los Angeles, wo er mit Ron Bishop (Piano Vibrations) und anderen Musikern spielte und produzierte, bevor er seine Produktionsfirma NEFDRUM gründete, die mit Billy Preston, Darryl Jones, Charley Drayton, Ivan Neville, Ray Parker Jr., Wah Wah Watson, Freddie Washington, Randy Hall und Phil Upchurch (Tell the Truth) aufnahm. 2006 war er an dem Projekt Miles from India beteiligt, mit dem er international auf Tournee war und dessen Doppel-Album 2008 für einen Grammy nominiert wurde. Derzeit leitet er die Miles Electric Band, die 2012 mit Jimmy Cobb aufgetreten ist. 2019 veröffentlichte er die (von ihm aktuell nachproduzierten) Aufnahmen von Davis’ Album Rubberband.